# Kullada
Kullada es una ciudad censal situada en el distrito de Ganjam en el estado de Odisha (India). Su población es de 5645 habitantes (2011). Se encuentra a 82 km de Brahmapur y a 143 km de Bhubaneswar.

## Demografía
Según el censo de 2011 la población de Kullada era de 5645 habitantes, de los cuales 2830 eran hombres y 2815 eran mujeres. Kullada tiene una tasa media de alfabetización del 78,48%, superior a la media estatal del 72,87%: la alfabetización masculina es del 87,55%, y la alfabetización femenina del 69,52%.